# Anne Devereux
Anne Devereux, née vers 1430 et morte peu après le 25 juin 1486, est une aristocrate anglaise, comtesse de Pembroke par son mariage avec William Herbert. 

## Biographie
Anne Devereux naît aux alentours de 1430 à Bodenham, dans le Herefordshire. Elle est la fille aînée de Walter Devereux, lord chancelier d'Irlande, et de son épouse Elizabeth Merbury. Par son arrière-grand-mère Agnès Crophull, mère de son grand-père paternel Walter Devereux et remariée en secondes noces avec John Parr, Anne se trouve être une cousine éloignée de Catherine Parr, la sixième et dernière épouse du roi Henri VIII,. Elle épouse vers 1445 William Herbert, le deuxième fils du seigneur gallois William ap Thomas et de son épouse Gwladys ferch Dafydd Gam.
Ambitieux, William Herbert est un partisan yorkiste pendant la guerre des Deux-Roses, à une époque où le pays de Galles soutient principalement la cause lancastrienne. Ainsi, Jasper Tudor, 1er comte de Pembroke, et d'autres Lancastriens conservent le contrôle des forteresses de Pembroke, Harlech, Carreg Cennen et Denbigh. Le 8 mai 1461, William Herbert est nommé par le roi Édouard IV chambellan à vie de Galles du Sud et intendant du Carmarthenshire et du Cardiganshire, dans le but de remplacer Jasper Tudor par Herbert comme le principal magnat du pays de Galles.
Par la suite, William Herbert est créé baron Herbert le 26 juillet 1461 et est ensuite chargé d'éliminer la menace que constitue Jasper Tudor. Le 30 septembre, la capitulation du château de Pembroke scelle officiellement la fin de la présence lancastrienne au pays de Galles. En mars 1462, Herbert reçoit la garde d'Henri Tudor, le jeune neveu de Jasper. Sa cour au château de Raglan devient de ce fait l'endroit où Henri Tudor passe son enfance, sous la supervision d'Anne Devereux, qui s'assure qu'il soit correctement éduqué avec ses propres fils William et Walter. Le 8 septembre 1468, Anne Devereux devient comtesse de Pembroke lorsque son époux est élevé à ce titre par Édouard IV. 
Mais l'ascension de William Herbert suscite le mécontentement du magnat Richard Neville, 16e comte de Warwick, et lorsque ce dernier se rebelle contre le roi et vainc l'armée royale commandée par Herbert à la bataille d'Edgecote Moor le 26 juillet 1469, il ordonne que ce dernier soit sommairement exécuté. Six jours plus tard, le neveu-par-alliance d'Anne Devereux, Richard Corbet, se rend sur le champ de bataille et ramène avec lui Henri Tudor, qui avait accompagné William Herbert et assisté aux combats. Henri Tudor reste auprès d'Anne Devereux jusqu'en novembre 1470, date à laquelle il est réuni avec son oncle Jasper. Après avoir vaincu le roi Richard III au cours de la bataille de Bosworth le 22 août 1485, Henri s'empare du trône d'Angleterre sous le nom d'Henri VII. En souvenir de la bonté que lui a témoignée Anne Devereux et en remerciement du soutien de son fils Walter, il lui demande de venir le visiter à Londres et lui accorde sa confiance jusqu'à sa mort, survenue peu après le 25 juin 1486.

## Descendance
De son mariage avec William Herbert, Anne Devereux a dix enfants :
- William Herbert (1451-1491)[1], 2e comte de Pembroke, épouse Marie Woodville, puis Katherine Plantagenêt ;
- Walter Herbert (vers 1452-1507), épouse Anne Stafford ;
- George Herbert ;
- Philip Herbert ;
- Cecily Herbert, épouse John Greystoke ;
- Maud Herbert, épouse Henry Percy, 4e comte de Northumberland ;
- Katherine Herbert, épouse George Grey, 2e comte de Kent ;
- Anne Herbert, épouse John Grey, 1er baron Grey de Powis ;
- Isabel Herbert, épouse Sir Thomas Cokesey ;
- Margaret Herbert, épouse Thomas Talbot, 2e vicomte Lisle, puis Henry Bodringham.

## Sources
- (en) R. A. Griffiths, « Herbert, William, first earl of Pembroke (c.1423–1469) », dans Oxford Dictionary of National Biography, Oxford University Press, 2004 (lire en ligne )
- (en) Douglas Richardson, Plantagenet Ancestry : A Study in Colonial and Medieval Families, Baltimore, Kimball G. Everingham, 2011 (ISBN 978-1-4610-4513-7)
- (en) Douglas Richardson, Magna Carta Ancestry : A Study in Colonial and Medieval Families, vol. 2 et 3, Baltimore, Kimball G. Everingham, 2011 (ISBN 978-1-4610-4520-5)
- Douglas Richardson, Royal Ancestry : A Study in Colonial & Medieval Families, vol. 5, Baltimore, Kimball G. Everingham, 2013 (ISBN 978-1-4635-6168-0)
- Chris Skidmore, The Rise of the Tudors: The Family That Changed English History, New York, St. Martin's Press, 2014 (ASIN B00F1RE1BQ)